# Lomens stavkyrka
Lomens stavkyrka är en stavkyrka i Lomen i Vestre Slidre i Innlandet fylke i Norge som troligen är byggd under andra hälften av 1100-talet. Dendrokronologiska undersökningar daterar kyrkan till 1179 och den omtalas i skrifter från 1325 och 1334. Kyrkan utvidgades 1749 och togs ur bruk 1914 när Lomens nya församlingskyrka byggdes omkring två kilometer norr om stavkyrkan.
Kyrkan vilar på fyra bärande stolpar, så kallade stavar, en i varje hörn, och  portaler, arkader och kapitäler är försedda med träsniderier. Den ligger i en sluttning och har rätats upp vid flera tillfällen sedan 1600-talet. I samband med den senaste renoveringen fann arkeologer smycken och mynt från 1100-talet i närheten av kyrkan. 

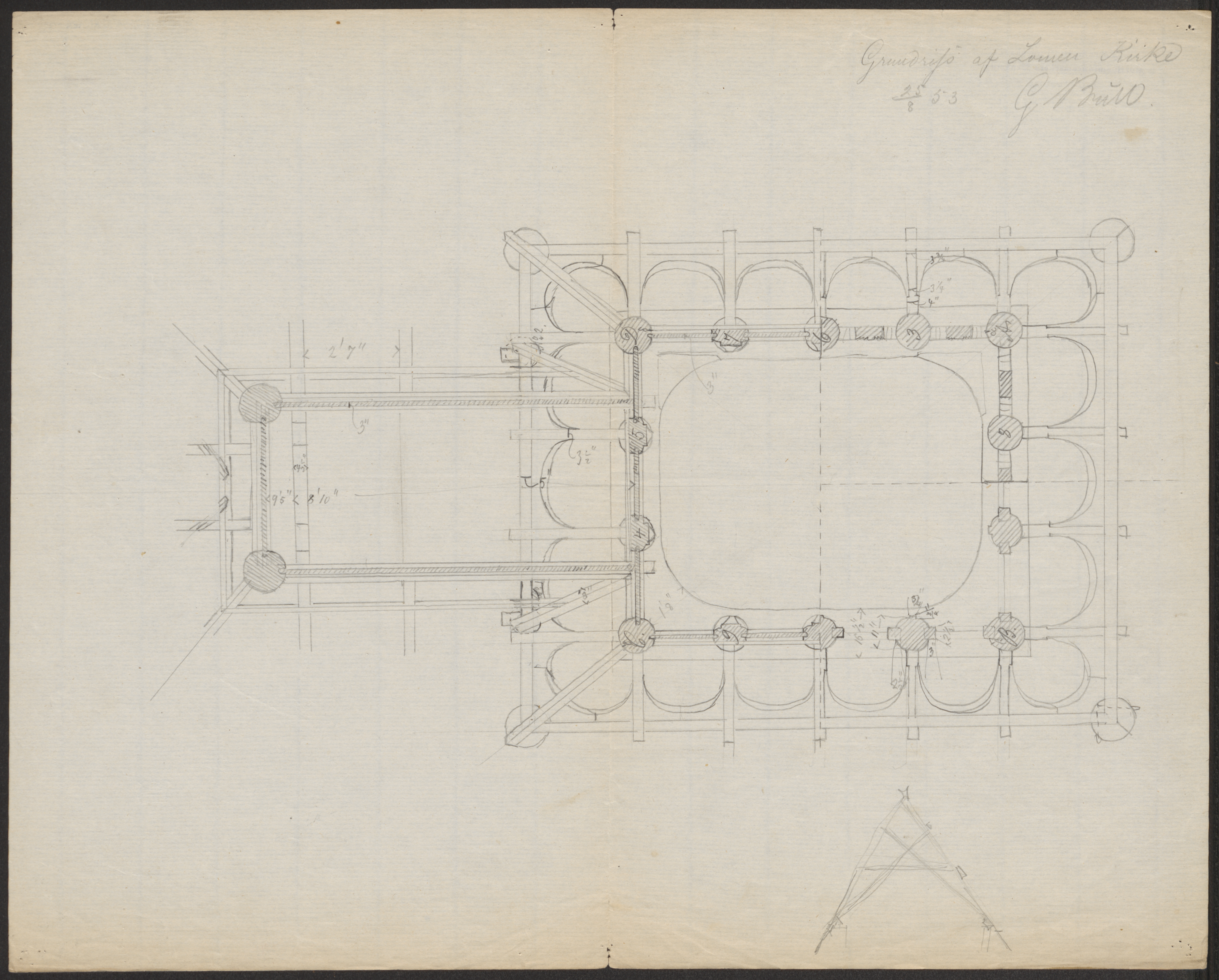
Grundritning, 1953.
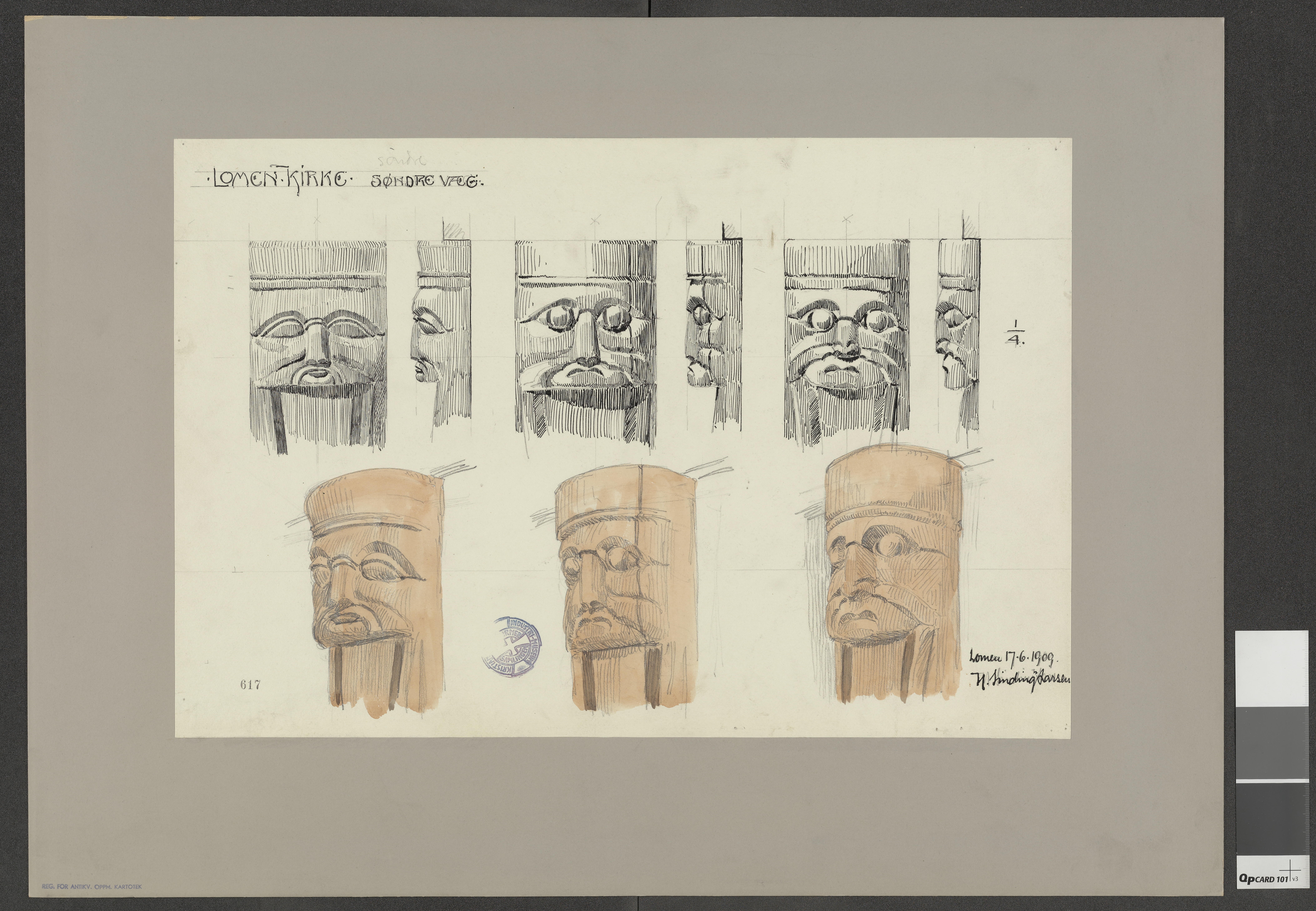
Detaljer från innervägg mot söder, 1909.
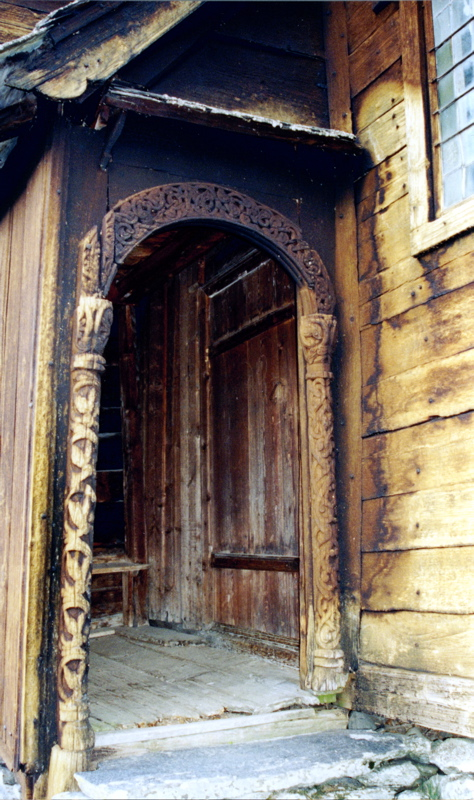
Ingångsportal.